# قطمه، منبج
قطمه (به عربی: قطمة) یک روستا در سوریه است که در ناحیه ابوکهف واقع شده‌است. قطمه ۱٬۲۱۵ نفر جمعیت دارد و ۶۰۰ متر بالاتر از سطح دریا واقع شده‌است.